# 安哥拉雙帆魚
安哥拉雙帆魚（學名：Dichistius capensis），為輻鰭魚綱鱸形目鱸亞目雙帆魚科的其中一種，分布於東南大西洋安哥拉南部至南非納塔爾海域，本魚體呈橢圓形，背部高，吻圓鈍，唇厚，尾鰭叉形，體色為銀灰色，體被圓鱗，背鰭硬棘10枚；背鰭軟條18-19枚；臀鰭硬棘3枚；臀鰭軟條13-14枚，體長可達80公分，體重可達6.5公斤，棲息在內灣的礁岩、砂質的底中層水域，屬肉食性，以軟體動物及甲殼類為食，生活習性不明，具有商業價值的食用魚及遊釣魚，為因過度捕撈，族群數量銳減。
其种加词“capensis”意为“南非开普省的/好望角的”。